# Sadou Boukari
Sadou Boukari (ur. 15 stycznia 1966 w Atakpamé) – togijski piłkarz grający na pozycji napastnika. W swojej karierze grał w reprezentacji Togo.

## Kariera klubowa
W swojej karierze piłkarskiej Boukari grał w rodzimym klubie Ifodjè Atakpamé (1983-1985) oraz francuskim LB Châteauroux (1985-1994).

## Kariera reprezentacyjna
W 1984 roku Boukari został powołany do reprezentacji Togo na Puchar Narodów Afryki 1984. Na tym turnieju zagrał w dwóch meczach grupowych z Kamerunem (1:4) i z Egiptem (0:0).